# Де Волф, Джон
Йоханнес Хилдебранд (Джон) де Волф (нидерл. Johannes  Hildebrand "John" de Wolf; род. 10 декабря 1962, Схидам, Южная Голландия) — нидерландский футболист, известный по выступлениям за «Фейеноорд» и сборную Нидерландов. Участник чемпионата мира 1994 года. После завершения игровой карьеры стал футбольным тренером.

## Клубная карьера
Де Волф воспитанник роттердамской «Спарты», за которую он дебютировал в 1983 году. После двух сезонов он перешёл в «Гронинген», откуда получил вызов в национальную команду. В 1989 году он принял приглашение «Фейеноорда», в составе которого в 1992 году стал чемпионом Нидерландов, а также четырёхкратным обладателем Кубка. В 1993 году де Волф помог клубу дойти до полуфинала Кубка кубков, где «Фейеноорд» уступил «Монако» за счёт результативной ничьей на своём поле.
В 1994 году за 600 тыс. фунтов Джон перешёл в клуб первого английского дивизиона «Вулверхэмптон Уондерерс». В новом клубе де Волф стал капитаном команды и помог ей дойти до полуфинала кубка Англии. В поединке чемпионата против «Порт Вейл» Джон сделал хет-трик, что является редким явлением среди центральных защитников. Вскоре он получил травму колена, которая помешала ему доиграть сезон. После восстановления Джон потерял место в основе и в 1996 году покинул команду, вернувшись на родину. Новым клубом де Волфа стал «ВВВ-Венло», выступающий во втором дивизионе чемпионата Нидерландов. После сезона на родине Джон принял приглашение израильского «Хапоэль Ашкелон», но из-за проблем с адаптацией он провёл всего три матча и забил в свои ворота в финальной игре. После Израиля де Волф два сезона отыграл за «Хелмонд Спорт». В 2000 году он завершил карьеру в клубе «Сварт-Вит 28».

## Международная карьера
16 декабря 1987 года в матче отборочного турнира чемпионата Европы 1988 года против сборной Греции де Волф дебютировал за сборную Нидерландов. После этого он пять лет не вызвался в национальную команду. Вернулся в сборную только в 1993 году при Дике Адвокате. В марте 1993 года в поединке против сборной Сан-Марино де Волф забил свой дебютный гол за сборную. Поединок отборочного турнира чемпионата мира 1994 года против сборной Англии стал для Джона последним в футболке национальной сборной, он поехал на турнир в США, но на поле так и не вышел.

## Статистика

### Матчи Де Волфа за сборную Нидерландов
| Матчи Де Волфа за сборную Нидерландов | Матчи Де Волфа за сборную Нидерландов | Матчи Де Волфа за сборную Нидерландов | Матчи Де Волфа за сборную Нидерландов | Матчи Де Волфа за сборную Нидерландов | Матчи Де Волфа за сборную Нидерландов |
| ------------------------------------- | ------------------------------------- | ------------------------------------- | ------------------------------------- | ------------------------------------- | ------------------------------------- |
| №                                     | Дата                                  | Соперник                              | Счёт                                  | Голы Де Волфа                         | Соревнование                          |
| 1                                     | 16 декабря 1987                       | Греция                                | 3:0                                   | —                                     | Чемпионат Европы 1988 (отбор)         |
| 2                                     | 24 марта 1993                         | Сан-Марино                            | 6:0                                   | 2                                     | Чемпионат мира 1994 (отбор)           |
| 3                                     | 28 апреля 1993                        | Англия                                | 2:2                                   | —                                     | Чемпионат мира 1994 (отбор)           |
| 4                                     | 13 октября 1993                       | Англия                                | 2:0                                   | —                                     | Чемпионат мира 1994 (отбор)           |
| 5                                     | 20 апреля 1994                        | Ирландия                              | 0:1                                   | —                                     | Товарищеский матч                     |
| 6                                     | 1 июня 1994                           | Венгрия                               | 7:1                                   | —                                     | Товарищеский матч                     |

Итого: 6 матчей / 2 гола; 4 победы, 1 ничья, 1 поражение.

## Достижения
Командные
«Фейеноорд»
- Чемпионат Нидерландов — 1992/93
- Обладатель Кубка Нидерландов — 1991, 1992, 1994, 1995
- Обладатель Суперкубка Нидерландов — 1991